# Numata mani
Numata mani är en insektsart som beskrevs av Asche 1988. Numata mani ingår i släktet Numata och familjen sporrstritar. Inga underarter finns listade i Catalogue of Life.